# 甘木鉄道AR200形気動車
甘木鉄道AR200形気動車（あまぎてつどうAR200がたきどうしゃ）は、甘木鉄道の気動車である。

## 概要
1992年（平成4年）12月、甘木線の輸送力増強を目的とし、富士重工業（現・SUBARU）にてAR201の1両が製造された。
形状は富士重工業が第三セクター鉄道向けに製造していた　LE-DCと呼ばれるタイプで、それまで増備されていたAR100形に比べると、車体長が18 mに伸びて収容力が増加し、外観もより鉄道車両らしいデザインとなり、車体側面のリベットもなくなった。折扉と上部固定下部引き違い窓はAR100形と同様で、形態的には平成筑豊鉄道200形・300形に類似する。
LE-CarIIでは前面非貫通形の1枚窓仕様と前面貫通形仕様が設定されていたが、LE-DCでは前面貫通形が標準である。しかし本形式は前面非貫通形3枚窓とし、LE-DCとしては特異な形状となった。運転室は他社のLE-DCと同様、左側配置としており、車体側面に乗務員扉を備えている。
車体塗装・エンジンなどはAR100形と同一である。冷房装置はサブエンジン式である。車内はAR100形に似たセミクロスシートとなっている。

## 製造・運用
AR100形置き換えまで新車両の追加製造の必要性がなく、同形式置き換えの際には各部の構造を変更した新形式AR300形を導入したため、結果的に1両のみの製造に終わった。
AR300形・AR400形とともに使用されていたが、2006年（平成18年）秋に廃車となり、翌年3月にミャンマーへ輸出された。ミャンマーでは赤色とクリーム色のツートンカラーに塗り替えられ、日本から譲渡された他の気動車の貫通扉や貫通幌を移設して前面貫通形に改造され、客車として運用されている姿が確認されている。